# (500490) 2012 TS261
(500490) 2012 TS261 es un asteroide perteneciente al cinturón de asteroides, descubierto el 14 de febrero de 2010 por Wide-field Infrared Survey Explorer desde el telescopio espacial Wide-Field Infrared Survey Explorer (WISE), Estados Unidos.

## Designación y nombre
Designado provisionalmente como 2012 TS261.

## Características orbitales
2012 TS261 está situado a una distancia media del Sol de 3,057 ua, pudiendo alejarse hasta 3,330 ua y acercarse hasta 2,784 ua. Su excentricidad es 0,089 y la inclinación orbital 9,990 grados. Emplea 1952,96 días en completar una órbita alrededor del Sol.

## Características físicas
La magnitud absoluta de 2012 TS261 es 16,5. 